# Milan Vojvodić
 (août 2025).
Milan Vojvodić est un footballeur serbe né le 20 janvier 1994 à Kikinda. Il évolue au poste de milieu avec le Spartak Subotica.

## Palmarès
- Vainqueur du championnat d'Europe des moins de 19 ans 2013 avec l'équipe de Serbie des moins de 19 ans